# Sidney Bechet
Pour les articles homonymes, voir Bechet (homonymie).
Sidney Bechet, né le 14 mai 1897 à La Nouvelle-Orléans et mort le 14 mai 1959 à Garches (en France), est un clarinettiste, saxophoniste et compositeur américain emblématique de jazz Nouvelle-Orléans (compositeur entre autres de Petite Fleur…).

## Biographie

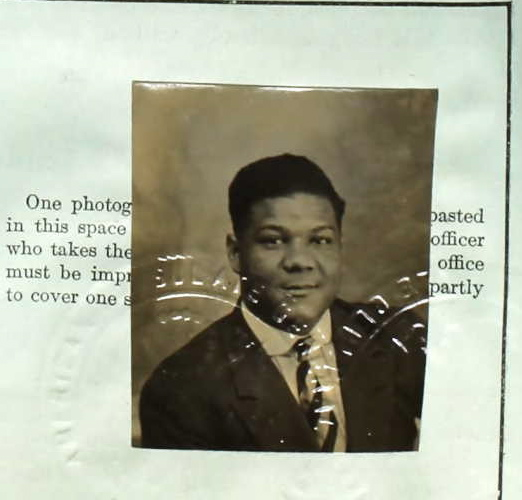
Passeport vers 1921.

Musicien cosmopolite dès sa jeunesse, Sidney Bechet est à l'origine de la première critique de jazz un peu sérieuse[non neutre]. En 1919, il est le clarinettiste soliste du Southern Syncopated Orchestra (en) dirigé par le compositeur Will Marion Cook, qui refusait d'utiliser le mot « jazz » mais tenait beaucoup à avoir Bechet en vedette. Le chef d'orchestre suisse Ernest Ansermet, qui eut plusieurs fois l'occasion d'écouter cette formation à Londres, écrivait à propos de Bechet : « (Il) ne peut rien dire de son art, sauf qu'il suit sa propre voie… et c'est peut-être la route sur laquelle le monde entier swinguera dans l'avenir. »

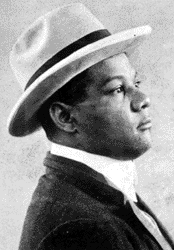
À Londres en 1922.

Prodige musical, né au sein d'une famille créole de la classe moyenne de Louisiane (dont le nom s'orthographiait « Béchet » autrefois), il a étudié la musique avec Louis dit « Papa » Tio et Lorenzo Tio (fils) à La Nouvelle-Orléans. Il se joint, après la fermeture du district de Storyville en 1917, à l'exode vers Chicago et y travaille avec deux célèbres exilés, le trompettiste Freddie Keppard et le pianiste Tony Jackson. Puis il accompagne Cook à Londres, où il découvre le saxophone soprano, instrument plus dominant que la clarinette et avec lequel il peut aisément produire son vibrato qui est son signe distinctif. En juin 1924, Sidney Bechet rejoint le groupe de Duke Ellington et commence la deuxième tournée en Nouvelle-Angleterre avec eux. Moins de trois mois plus tard Duke le renvoie après qu’il ne s'est pas présenté à trois concerts.

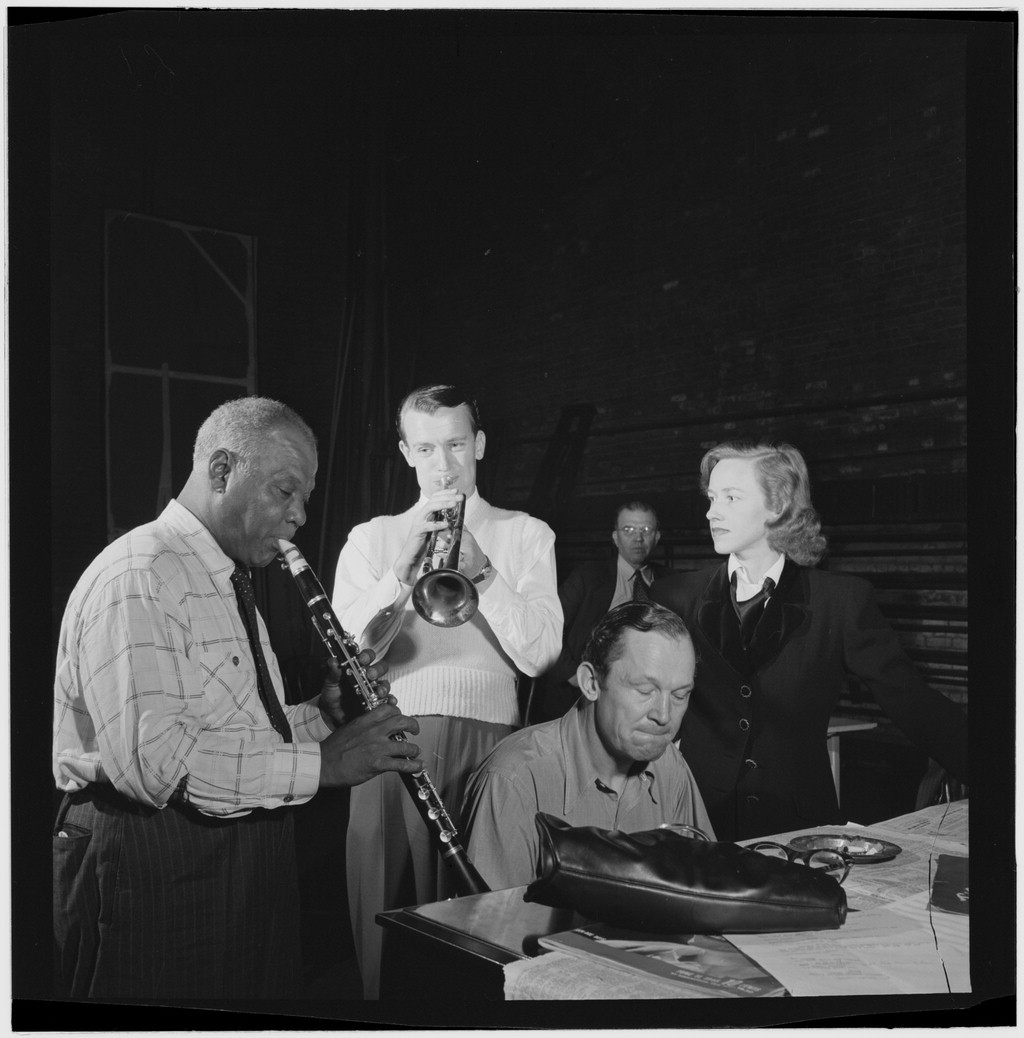
Dans les années 1940.

Expulsé du Royaume-Uni pour cause de bagarre dans un hôtel, Bechet retourne aux États-Unis et s'installe à New York, où le pianiste Clarence Williams veut à tout prix le faire enregistrer, en particulier aux côtés de Louis Armstrong. C'est ainsi qu'a lieu une première rencontre entre ces géants du jazz. Cependant, de nouveaux problèmes le ramènent en Europe, où il passe quatre ans au sein de la Revue nègre, créée à Paris, avec Joséphine Baker pour vedette. Pendant qu'Armstrong réalise ses enregistrements classiques, son principal rival comme soliste de jazz est en tournée en Europe et en URSS. Mais Sidney Bechet a un fort caractère et, en 1928, une bagarre éclate entre lui et le banjoïste Mike McKendrick sur qui il tire au pistolet. L'algarade fait trois blessés et le drame est évité, mais Sidney Bechet se retrouve onze mois en prison à Fresnes, près de Paris. À sa sortie, malgré le témoignage de Louis Aragon en sa faveur, Sidney Bechet est expulsé de France. Il se rend alors à Berlin, où il a un engagement au cinéma-dancing-palace du Haus Vaterland (en).
En 1938, Bechet participe, au sein des New Orleans Feetwarmers, au fameux concert From Spirituals to Swing organisé par John Hammond au Carnegie Hall de Manhattan à New York, aux côtés de Benny Goodman, Count Basie ou Big Joe Turner.

En 1954.

Après un retour triomphal au Festival de jazz de Paris en 1949, il décide de s'établir en France, à Paris (au Théâtre du Vieux-Colombier) et sur la Côte d'Azur (hauts lieux mondiaux du jazz) où il compose entre autres Promenade aux Champs Élysées et Si tu vois ma mère. Bechet y devient une super vedette américaine hexagonale, avec ses partenaires jazzmen français Claude Luter et André Réwéliotty. Son thème Petite Fleur est un succès mondial, même si lui-même était probablement plus fier des partitions de ballets telles que La nuit est une sorcière qu'il compose pour le danseur et chorégraphe Pierre Lacotte.

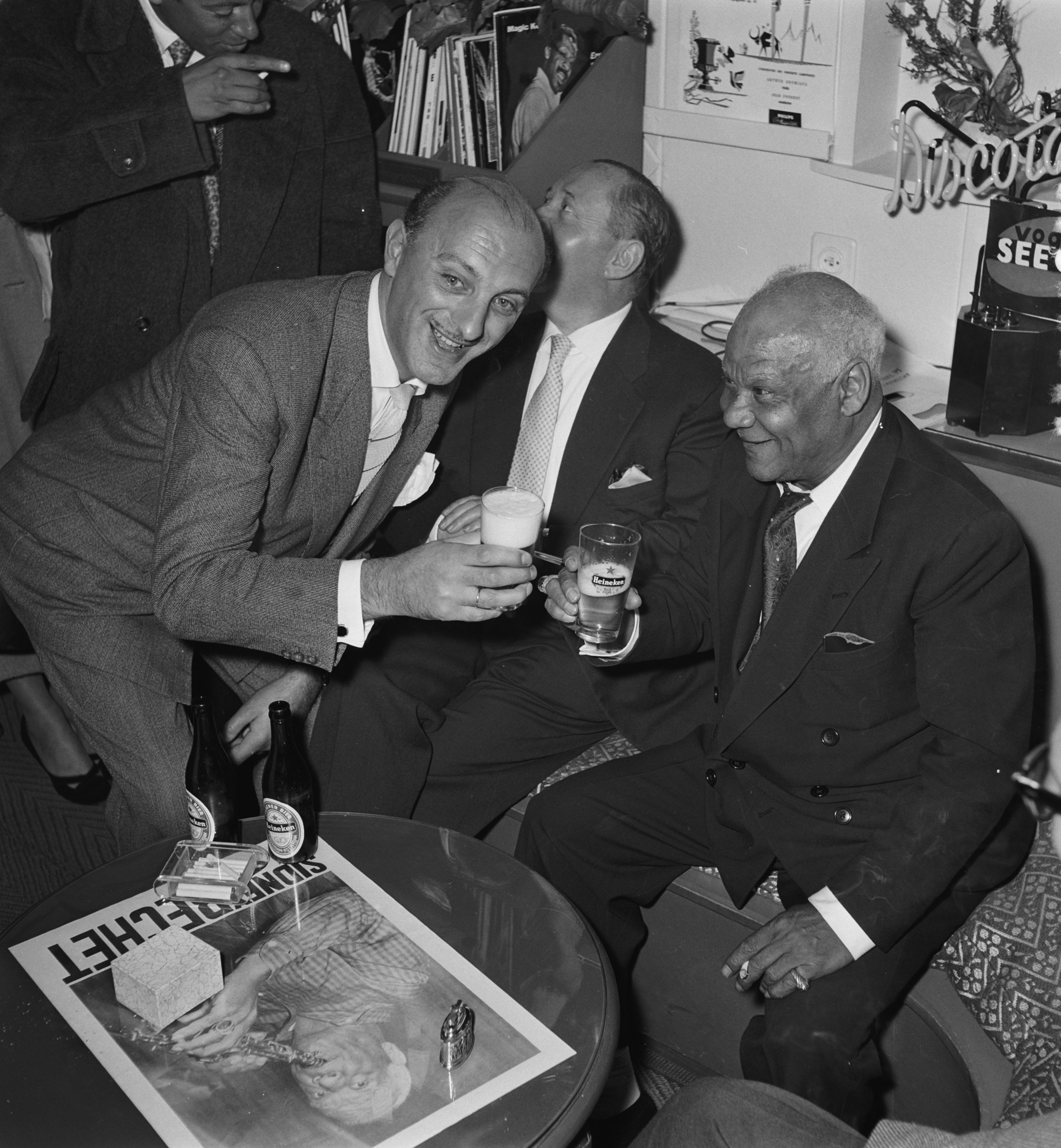
À Amsterdam en 1956.

En 1951, lors d'une tournée à Alger il retrouve Élisabeth Ziegler (1907-1995), qu'il avait rencontrée à Paris en 1928. Il l'épouse lors d'une cérémonie en grande pompe surmédiatisée, le 17 août 1951 à Antibes, avec la jet set de la Côte d'Azur et Mistinguett pour témoin. Il compose l'année suivante son tube Dans les rues d'Antibes, en souvenir de cet événement festif. En 1952, il a une liaison avec Jacqueline Peraldi (1932-2011) de laquelle naît son fils unique Daniel Bechet le 3 avril 1954,. 

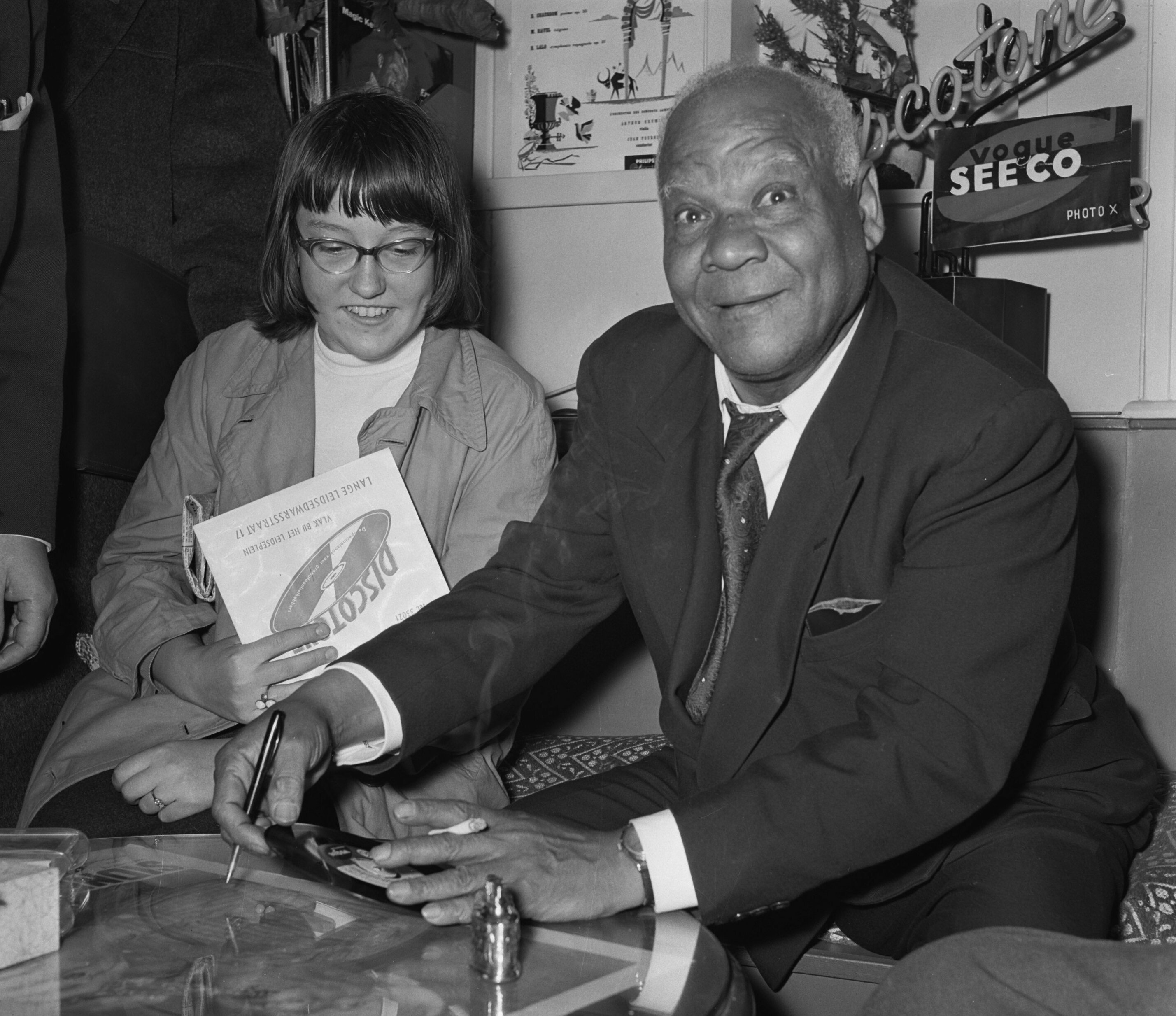
Séance de dédicace à Amsterdam en 1956.

À la fin de sa vie, en 1956, il entame une grande tournée en Belgique. Le 28 août 1955 déjà, avec l'orchestre d'André Réwéliotty, il avait donné un concert suivi d'un bal à « La Nuit d'or » à la plaine de Nimy à Mons. Albert Langue, jazzman de Mons et initiateur du Festival mondial des musiques militaires de Mons, l'accompagne dans ses concerts, à la trompette. Sidney Bechet lui demande s'il n'a pas en mémoire une musique locale qu'il pourrait jouer en Belgique pour faire plaisir à son public et personnaliser la tournée belge. Albert Langue lui joue alors au piano Le Doudou, musique emblème de la Ducasse de Mons qu'il adapte avec son style jazz Nouvelle-Orléans. C'est un tel succès qu'il l'enregistre avec la maison de Disques Vogue. Ce disque est une des meilleures ventes de 1956 et permit au Doudou d'être connu partout dans le monde.
Il meurt d'un cancer du poumon, en 1959, le jour de son soixante-deuxième anniversaire. Sa dernière épouse, Élisabeth, meurt en 1995. Leur sépulture commune se trouve au cimetière de Garches (Hauts-de-Seine), avec sur la pierre tombale une épitaphe signée de Duke Ellington :
« Bechet to me was the very epitome of jazz… Everything he played in his whole life was completely original. I honestly think he was the most unique man ever to be in this music. »
— Duke Ellington
        
« Bechet était pour moi l'incarnation même du jazz… Tout ce qu'il a joué dans toute sa vie était complètement original. Je pense honnêtement qu'il était l'homme le plus unique de l'histoire de cette musique »

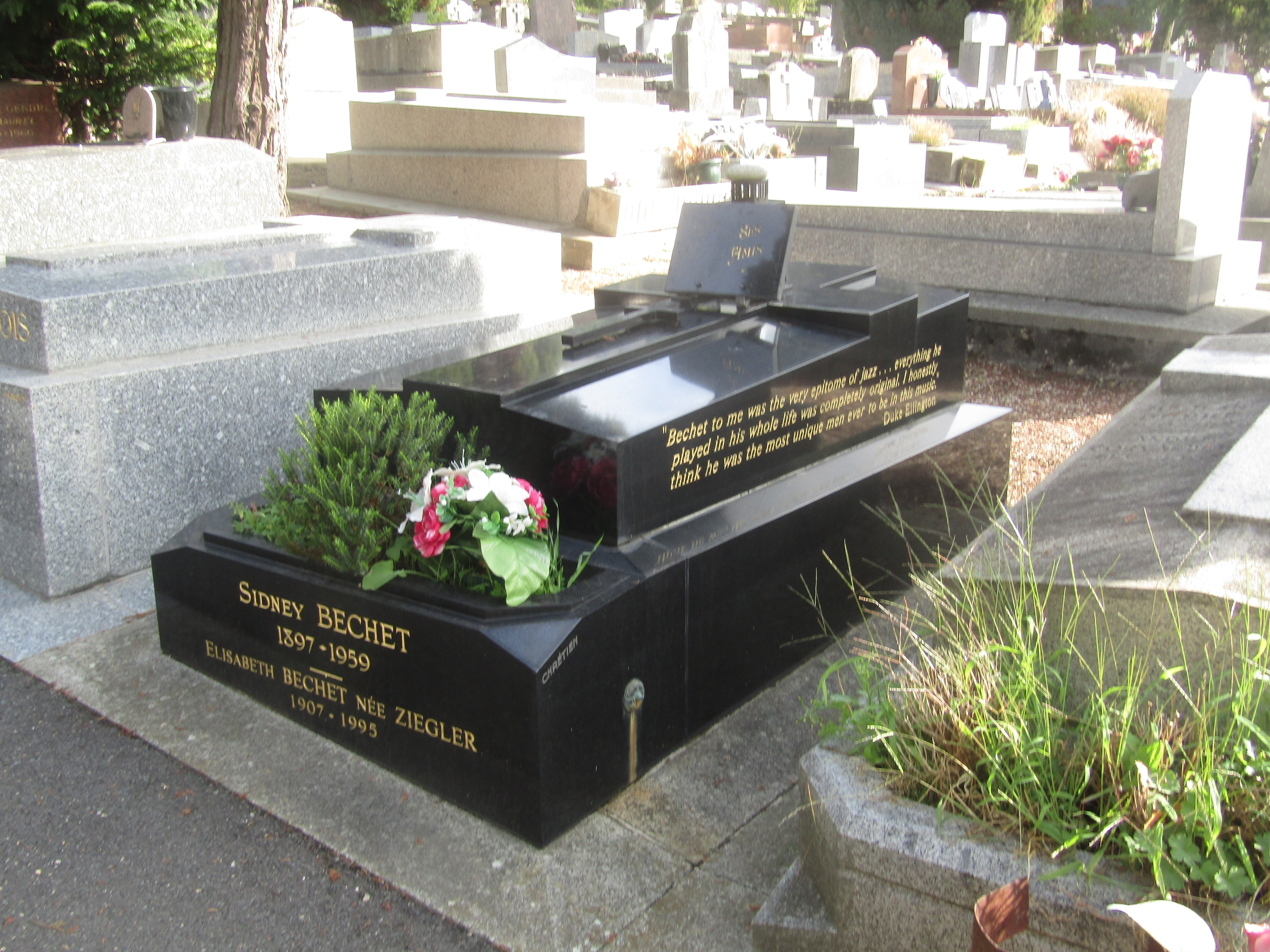
Sépulture de Sidney Bechet avec une épitaphe de Duke Ellington, au cimetière de Garches (Hauts-de-Seine).

Jacques Souplet et Jean Hebey fondent le festival de jazz d’Antibes Juan-les-Pins (haut lieu mondial du jazz) en son hommage en 1960,, l'année suivante de sa disparition, avec un buste dédié à son souvenir.

## Quelques titres
Parmi ses plus célèbres nombreux enregistrements, compositions, reprises et adaptations, figurent le trio Blues in Thirds, avec Earl Hines et Baby Dodds, Blue Horizon, Out of The Gallion avec Mezz Mezzrow...
- 1919 : Blues My Naughty Sweetie Gives to Me
- 1938 : When The Sun Sets Down South
- 1938 : Blackstick
- 1939 : Summertime[11]
- 1941 : Egyptian Fantasy
- 1949 : Les Oignons
- 1949 : Joshua Fit the Battle of Jericho
- 1951 : Promenade aux Champs Élysées
- 1952 : Dans les rues d'Antibes
- 1952 : Petite Fleur
- 1952 : Si tu vois ma mère
- 1954 : Roses of Picardy

## Discographie

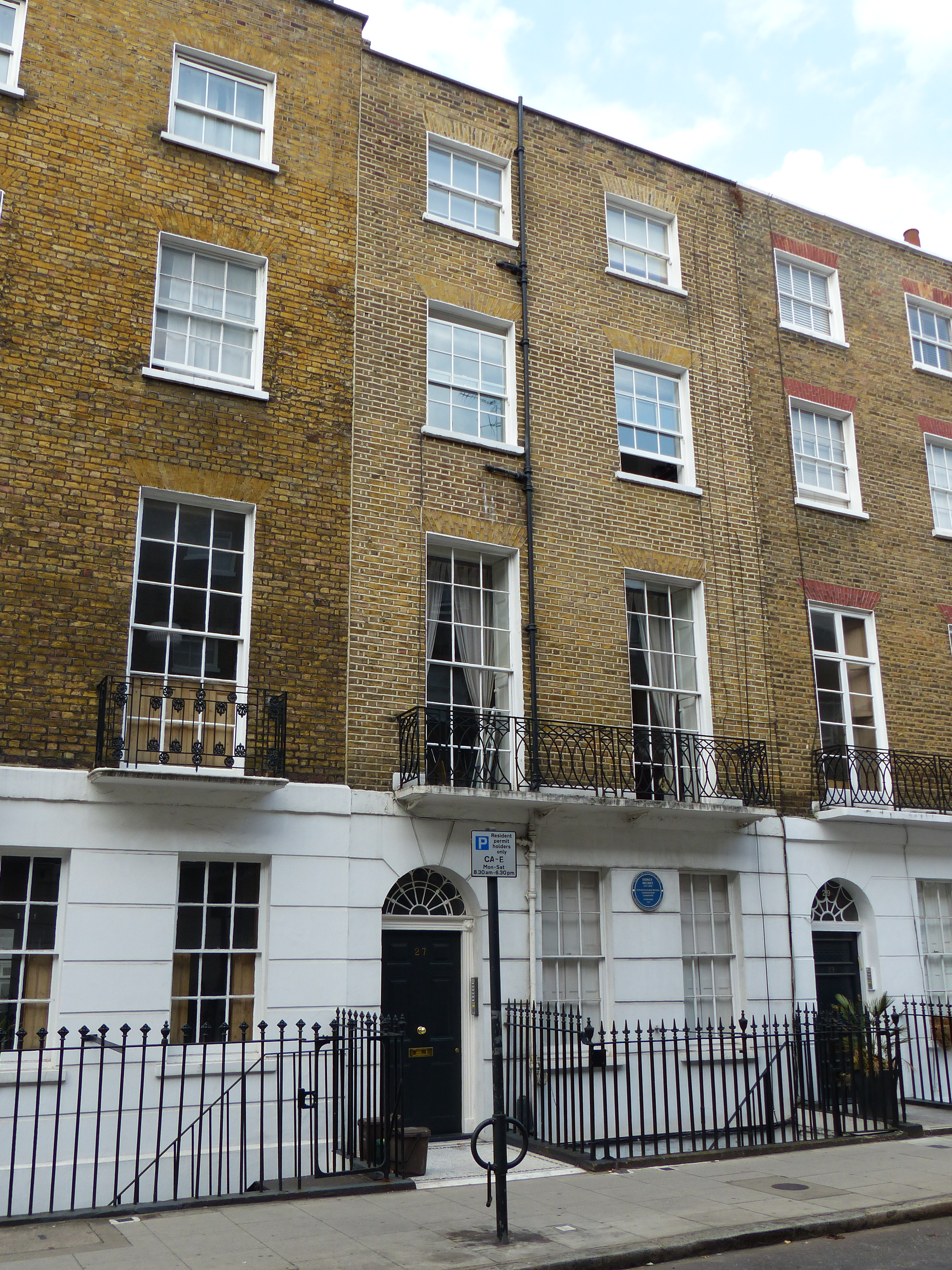
Maison de Sidney Bechet à Londres

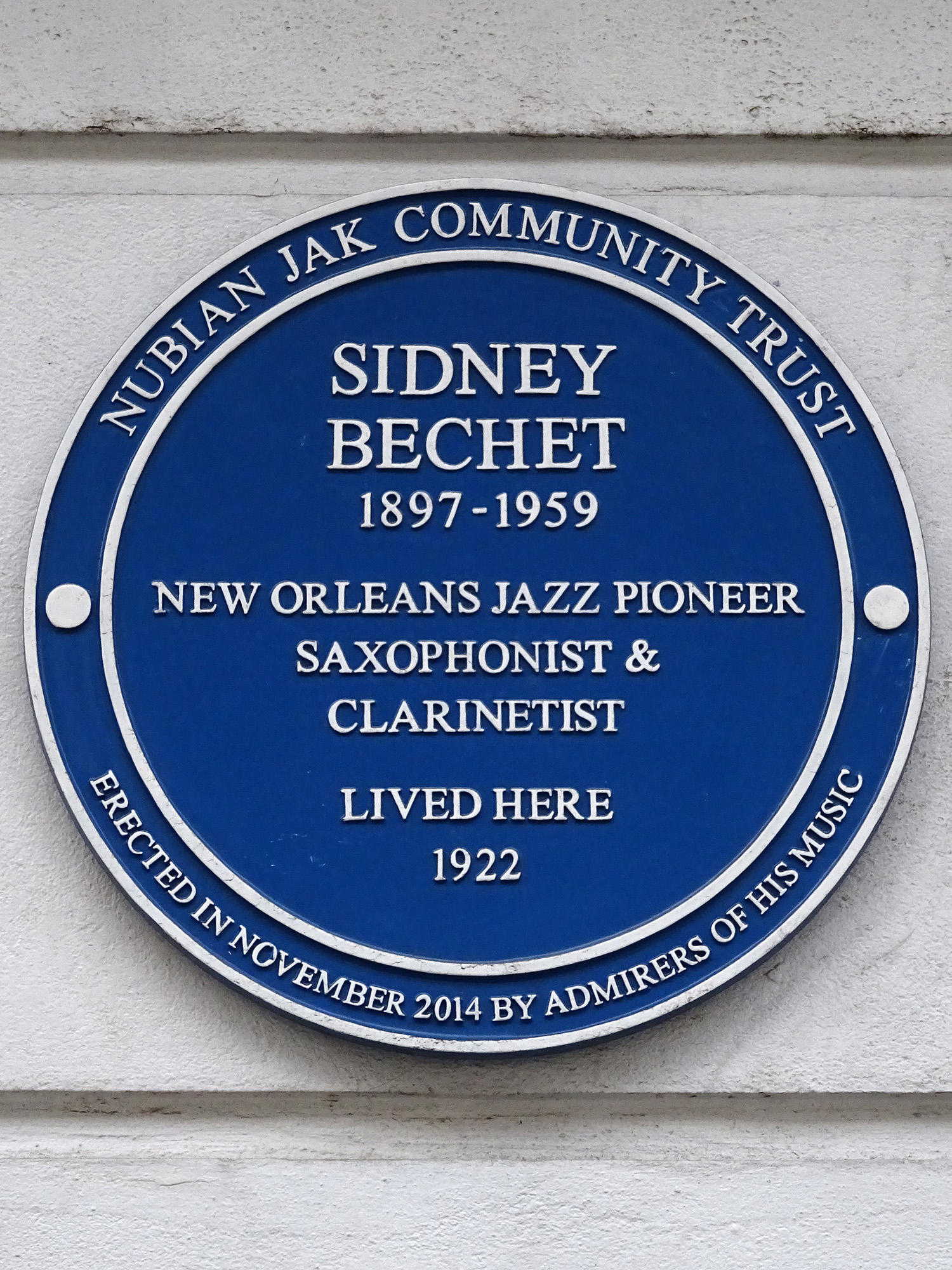
Plaque commémorative à Londres

- The Legendary Sidney Bechet, RCA Bluebird (avec les New Orleans Feetwarmers des débuts et « Blues in Thirds »).
- Sidney Bechet in New York, JSP (la séance avec Louis Armstrong).
- The King Jazz Story  vol. 4, Storyville (Bechet et Mezzrow, avec Cousin Joe).
- Jazz Classics vol. 1, Blue Note (avec Bunk Johnson, Albert Nicholas).
- Le 18 avril 1941 Bechet enregistre chez son ami John Reid (RCA) des séances en re-recording, une invention du maître et une première dans l’histoire du jazz. Il joue à tour de rôle toutes les parties : basse, batterie, piano, clarinette, saxophone soprano et saxophone ténor ; et il enregistre les deux faces d’un disque avec les morceaux  The Sheik of Araby et Blues of Bechet[12].
- El Doudou, Vogue, 1956 (avec Albert Langue et Jacques David).
- The Fabulous Sidney Bechet and His Hot Six With Sidney De Paris, 1951 (Blue Note BLP 7020).
- Dixie By The Fabulous Sidney Bechet, 1953 (Blue Note BLP 7026).
- The Fabulous Sidney Bechet, 1958 (Blue Note BLP 1207), réédition des deux précédents.
- Parisian Encounter, Vogue, 1958 (avec Teddy Buckner).
- Le Disque d'or de Sidney Bechet, Vogue, 1965 (avec Claude Luter et André Réwéliotty). L'album comprend notamment les tubes : Petite fleur, Les Oignons, Premier bal, Dans les rues d'Antibes, Roses de Picardie et Summertime.
- Blues in the air, RCA Victor (Horizons du jazz no 2, gravé en 1940).
- L'Histoire de Sidney Bechet, double album Vogue, 1959 (La vie extraordinaire du grand musicien racontée par Sidney Bechet lui-même et illustrée par 24 versions inédites de ses meilleures compositions).
- Sidney Bechet en Suisse / in Switzerland, United Music Foundation (coffret regroupant un livre d'art de 216 pages et 4 CD d'enregistrements réalisés en Suisse entre 1949 et 1958), prix de la Meilleure Réédition 2014 de l'Académie du jazz [13]
- La musique c'est ma vie, double album Vogue, 1978, sortie jumelée avec la parution du livre autobiographique éponyme aux éditions La Table Ronde (cf. “Bibliographie” ci-dessous). Même principe que dans le double album de 1959, mais le programme musical, entrecoupé d'extraits d'interviews de Sidney Bechet (s'exprimant en français), n'est pas tout à fait le même, cette version contenant davantage de reprises instrumentales de thèmes de chansons françaises, enregistrées lors du passage de Sidney Bechet à l'Olympia en 1955, notamment des titres de Georges Brassens.

Sidney Bechet (1954).

## Filmographie
- 1953 : Piédalu député, de Jean Loubignac.
- 1954 : Série noire, de Pierre Foucaud.
- 1956 : L'inspecteur connaît la musique, de Jean Josipovici.
- 1957 : Ah ! Quelle équipe, de Roland Quignon.

## Hommages artistiques

### Chanson et musique

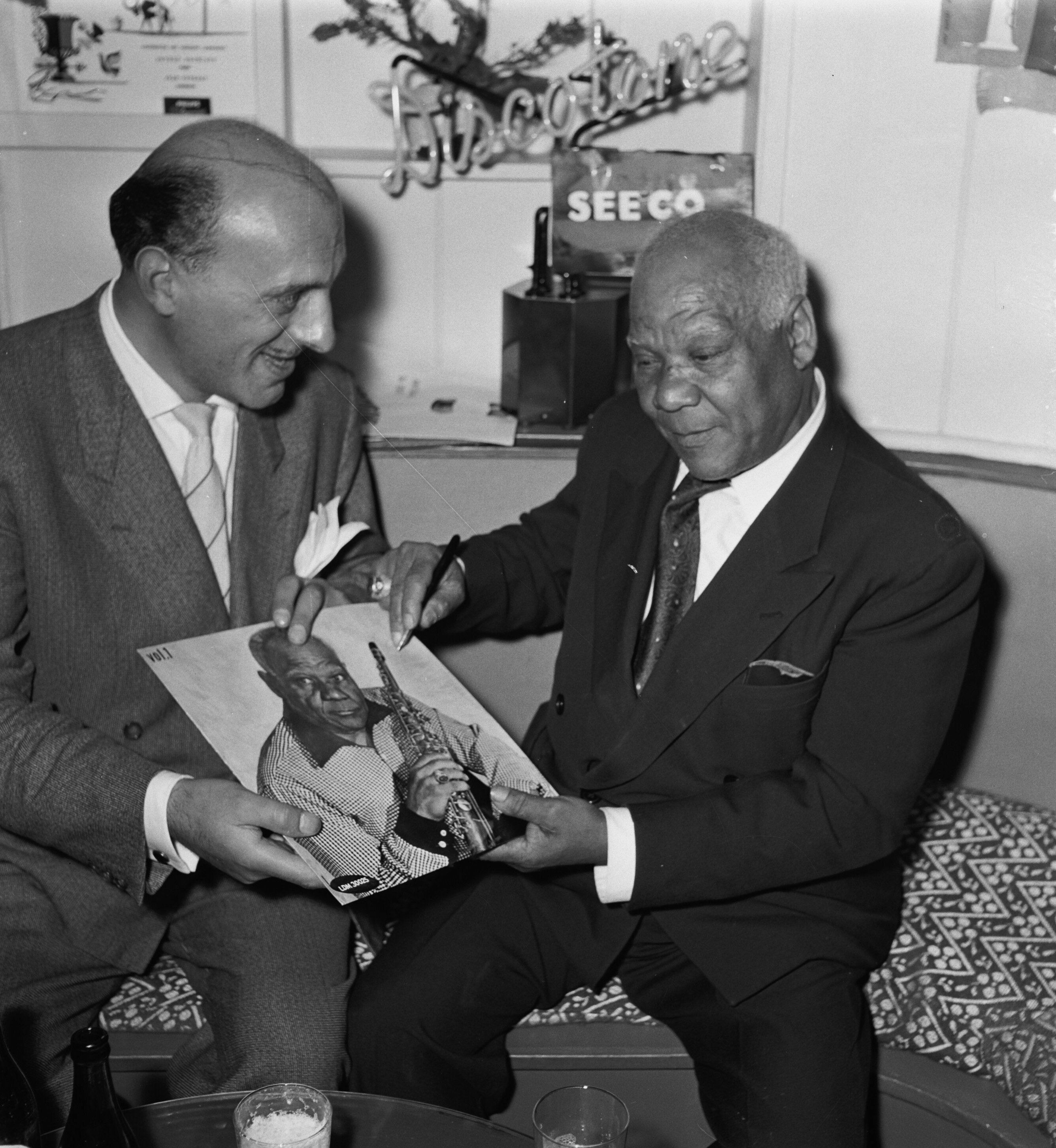
A Amsterdam en 1956.

- De 1954 à 1967 (sur la RTF puis l'ORTF), le tube Les Oignons est repris chaque lundi pour le générique de l'émission culinaire télévisée Art et magie de la cuisine, présentée par Raymond Oliver et Catherine Langeais.
- Sidney Bechet est mentionné dans les paroles de la chanson Le Temps des étudiants, interprétée par Les Compagnons de la chanson — présente sur leur album À Bobino, sorti en 1966 — et écrite par l'un d'entre eux, Jean Broussolle (qui reprend la musique, composée par l'Américain Arthur Kent, de The Bird of Bleeker Street, du répertoire du groupe musical folk-dixie : The Village Stompers (en)) : « […] Au temps où nous étions étudiants / Au temps où c'était l'événement / Quand l'orchestre de Sidney Bechet / Accompagnait Luter et sa clarinette […] ».
- Pierre Perret, qui obtint à 19 ans le premier prix de saxophone du Conservatoire de Toulouse, lui a dédié en 1968 une chanson entière, intitulée Vieux Sidney et reprenant l'air du morceau Les Oignons, de Bechet : « […] Vieux Sidney, vieux Sidney / En refaisant ta chanson / Vieux Sidney, vieux Sidney / Je sais qu’ c’est pas mes oignons […] ».
- Georges Brassens cite Sidney Bechet  (ainsi que Claude Luter, Guy Longnon et Zutty Singleton) dans la dernière chanson qu'il ait enregistrée, Élégie à un rat de cave, écrite en 1978 à la mémoire de la compagne de son ami le batteur de jazz Moustache. C'est avec celui-ci, parmi d'autres jazzmen, que Brassens enregistre ce titre en 1979 : « […] On n'm'a jamais vu, faut qu'tu l'notes, / C'est une primeur, / Faire un bœuf avec des croque-notes, / C'est en ton honneur. / Sache aussi qu'en écoutant Bechet, / Folle gamberge, on voit, la nuit tombée, / Ton fantôme qui sautille en cachette / Rue du Vieux-Colombier […] ». Le 26 mai 1953 à Paris, Bechet avait fait l'honneur à Brassens, alors à ses débuts, d'interpréter sur scène et d'enregistrer plusieurs de ses titres (La Cane de Jeanne/Le Fossoyeur, Brave Margot).
- Patricia Kaas interprète en 1990 À l’enterrement de Sidney Bechet (paroles Didier Barbelivien; musique François Bernheim), chanson cool-jazz qui fait l'éloge de la vie tumultueuse de Sidney Bechet.
- Sidney Bechet est mentionné aussi dans la chanson Vingt ans composée et interprétée par Pierre Bachelet et écrite par Jean-Pierre Lang en 1987.

### Peinture
- Nicolas de Staël lui a dédié deux tableaux, dont une version, Les Musiciens, souvenir de Sidney Bechet, se trouve au Musée national d'Art moderne, au sein du Centre national d'art et de culture Georges-Pompidou, à Paris, et dont l'autre version, intitulée Les Musiciens (Street Musicians), est aux États-Unis dans la collection Phillips à Washington.

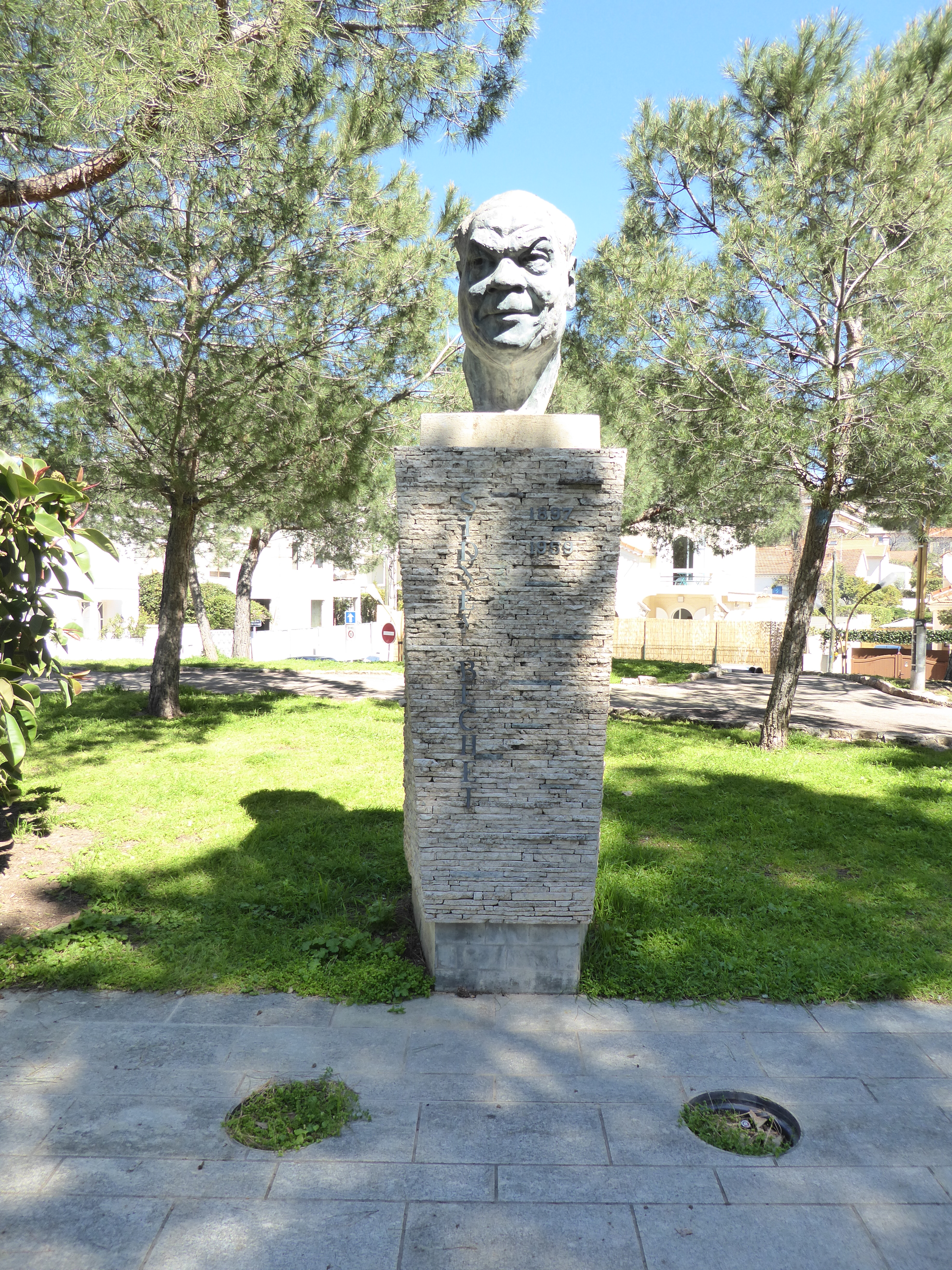
Buste de Sidney Bechet à Antibes par le sculpteur Abel Chrétien.

### Sculpture
- Un buste à son effigie, œuvre du sculpteur local Abel Chrétien, installé à Antibes dans un espace vert public de Juan-les-Pins aujourd'hui nommée pinède Gould, est inauguré le 10 juillet 1960 à l'occasion du premier festival de jazz d'Antibes Juan-les-Pins[14], et ultérieurement déplacé vers son implantation actuelle, dans une autre pinède publique de Juan-les-Pins, aujourd'hui nommée square Sidney-Bechet[15].

## Autres hommages
- Centres culturels Sidney-Bechet à Garches et à Grigny.
- Collège Sidney-Bechet à Juan-les-Pins, inauguré le 7 décembre 2012.
- Rues Sidney-Bechet à Angers, Châteaubriant, Crégy-lès-Meaux, Juvisy-sur-Orge, Nancy (depuis 1975)[16] et Pont-Sainte-Maxence.
- Square Sidney-Bechet à Juan-les-Pins (où est actuellement installé un buste à son effigie).
- Depuis 2013, un cratère de la planète Mercure est nommé Bechet en son honneur[17].

## Vie privée
Bechet était de confession catholique. 
Il s'est brièvement éloigné de l'industrie musicale en 1938 lorsqu'il a ouvert un atelier de couture à New York.
Bechet a eu trois épouses, Norma Hale (de 1918 à 1929), Marie-Louise Crawford (de 1934 à 1942) et Élizabeth Ziegler (de 1951 à son décès), et un fils né de sa liaison avec Jacqueline Peraldi, le batteur Daniel-Sidney Bechet, (° 1954).